# Платопенутијски језици
Платопенутијски језици су породица језика којима је на територији америчких држава Калифорнија (север државе), Орегон (централни део државе), Вашингтон и Ајдахо пре доласка Англоамериканаца говорио део северноамеричких староседелаца („Индијанаца”) Платоа. Ова породица језика припада хипотетичком пенутијском филуму.

## Класификација
Платопенутијски језици:
- Кламатскомодочки језик
- Молалски језик
- Сахаптијски језици
  - Сахаптински језик
  - Нез першки језик

Могуће:
- Кајуски језик

## Историја
Едвард Сапир је први предложио постојање платопенутијске породице језика, према њему ова породица је део пенутијског филума. Он је првобитно у платопенутијску породицу језика укључио и кајуски језик (заједно са молалским је чинио вајилатпуанску грану). Међутим, кајуски језик је мало документован, а оно што је документовано је забележено на неодговарајући начин. Према томе припадност кајуског језика платопенутијској породици језика (и уопште било којој породици језика) можда никада неће са сигурношћу бити потврђен.
Постојање сахаптијске гране (сахаптински и нез першки језик) платопенутијских језика није спорна. Неколико лингвиста је објавило доказе који потврђују постојање везе између сахаптијских језика и кламатскомодочког језика. Такође су објављени уверљиви докази који подржавају укључивање молалског језика у ову породицу језика. Лингвисти Диленси, Гола и Кембел који проучавају хипотетички пенутијски филум се слажу да постоји велики број доказа који подржавају постојање платопенутијске породице језика.

## Веза са другим језичким породицама
Према једном броју лингвиста постоје сличности између платопенутијске породице језика и мајдуанске породице језика (која такође припада хипотетичком пенутијском филуму), али ова веза није у потпуности демонстрирана.
Према Ноелу Руду могуће је да постоји веза платопенутијских и јутоастечких језика.